# (3662) Dezhnev
(3662) Dezhnev est un astéroïde de la ceinture principale.

## Description
(3662) Dezhnev est un astéroïde de la ceinture principale. Il fut découvert le 8 septembre 1980 à Naoutchnyï par Lioudmila Jouravliova. Il présente une orbite caractérisée par un demi-grand axe de 2,65 UA, une excentricité de 0,17 et une inclinaison de 13,4° par rapport à l'écliptique.

## Compléments